# Ibiaçá
Ibiaçá é um município brasileiro do estado do Rio Grande do Sul.

## História
O território que hoje constitui o município era originalmente uma única propriedade pertencente a Dona Constância Bueno. Esta propriedade, composta por aproximadamente 440 colônias, foi adquirida de Filomeno Pereira Gomes, primeiro proprietário das terras.
Na época, as famílias se instalaram na localidade e formaram, então, a pequena vila denominada Vila Nova Fiúme. O nome foi escolhido para recordar uma vila da Itália, país de origem dos primeiros imigrantes, cuja topografia se assemelhava muito à do município.
Vila Nova Fiúme passou, então, a ser o 12° Distrito de Lagoa Vermelha e seu nome foi alterado, passando a chamar-se Ibiaçá, palavra advinda de um dos dialetos indígenas, que significa "fonte de água cristalina".
A colonização do município de Ibiaçá começou na segunda década do século XX. Em 1921, a família de Valentin Dalzotto, originária de Caxias do Sul, estabeleceu-se em Nova Fiúme. Reconhecendo a necessidade da época, Dalzotto montou a primeira serraria em 1923. Isso permitiu o aproveitamento dos pinheiros locais, facilitando, assim, a construção de novas residências.
Ricieri Bertolin construiu o primeiro estabelecimento comercial, localizado próximo ao cruzamento da Rua do Comércio com a Rua 15 de Maio. José Pansera, por sua vez, inaugurou o primeiro hotel e a primeira ferraria em Nova Fiúme. Reinaldo Ragnini foi responsável pela instalação do primeiro moinho na região. Com isso, as infraestruturas necessárias foram sendo progressivamente construídas na localidade.
Para estabelecer uma conexão entre Nova Fiúme e Sede Teixeira, que é o atual município de Tapejara, um acordo foi firmado. Os habitantes de Nova Fiúme se responsabilizaram pela abertura de estradas até as margens do Rio Apuaê, também conhecido como Rio Ligeiro, localizado em Sananduva. A partir daí, os moradores de Sede Teixeira assumiram a tarefa de abrir uma estrada até a sua localidade.
Ao tomar posse como Vigário, em 10 de fevereiro de 1952, o padre Narciso Zanatta logo introduziu no município a devoção a Nossa Senhora Consoladora, que se desenvolveu rapidamente e transformou a modesta igreja em um grande Santuário Mariano. Essa projeção religiosa tem relação direta no desenvolvimento social e econômico do município, pois recebe devotos durante todo o ano, em especial na Romaria à Nossa Senhora Consoladora, realizada anualmente e que acolhe cerca de 100 mil romeiros.

## Geografia
Localiza-se a uma latitude 28º03'25" sul e a uma longitude 51º51'17" oeste, estando a uma altitude de 621 metros. Sua população estimada, em 2022, era de 4.527 habitantes.

### Distritos
| Distrito  | População |
| --------- | --------- |
| Ibiaçá    | 4000      |
| Rio Telha | 700       |
| Vitória   | 800       |